# José Díaz de Villegas y Bustamante
José Díaz de Villegas y Bustamante (Corvera de Toranzo, 30 de marzo de 1894-Madrid, 10 de agosto de 1968) fue un militar, escritor y geógrafo español.

## Biografía
Nació el 30 de marzo de 1894 en la localidad de Corvera de Toranzo, provincia de Santander. Licenciado en Derecho por la Universidad de Oviedo, fue número uno de su promoción en la Academia de Infantería de Toledo, e igualmente primero de su promoción en la Escuela de Estado Mayor.
Militar africanista, durante la Segunda Guerra Mundial sirvió en la División Azul en el Frente oriental luchando contra la Unión Soviética como general jefe de Estado Mayor de la División Azul. Entre 1944 y 1968 dirigiría el organismo encargado de la administración de las posesiones en África; denominado Dirección General de Marruecos y Colonias hasta 1956 y a partir de entonces y hasta 1968 Dirección General de Plazas y Provincias Africanas.
Sería también nombrado director del Instituto de Estudios Africanos. Perteneció al Instituto de Estudios Políticos, en concreto a su sección de Política Exterior. Fue director de la revista África y colaborador de las revistas Ejército y El Español. Firmó varias de sus publicaciones con el pseudónimo de «Hispanus».
Falleció el 10 de agosto de 1968 en Madrid.

## Obras
- Nueva Geografía Militar de España, países y mares limítrofes (1943 y 1954).[1]
- La Geografía y la guerra, estudio militar del terreno (1945).[1]
- El Revolucionario (1946).[1]
- España en África (1949).[1]
- La guerra de liberación: la fuerza de la razón (1959).[1]
- Plazas y provincias africanas y españolas (1962).[1]

## Condecoraciones
- Cruz del Mérito Militar[10]
- Gran Cruz de la Orden del Mérito Militar (1947)[11]